# Gymnotus mamiraua
Gymnotus mamiraua és una espècie de peix pertanyent a la família dels gimnòtids.

## Descripció
- Fa 24,3 cm de llargària màxima i 40 g de pes.[5]

## Reproducció
És ovípar i els mascles excaven nius per a les larves.

## Hàbitat
És un peix d'aigua dolça, demersal i de clima subtropical.

## Distribució geogràfica
Es troba a Sud-amèrica: l'estat d'Amazones (el Brasil).

## Observacions
És inofensiu per als humans.